# Andrej Stojchevski
Andrej Stojchevski (Skopie, 26 de mayo de 2003) es un futbolista macedonio que juega en la demarcación de centrocampista para el 1. FC Slovácko de la Liga de Fútbol de la República Checa.

## Selección nacional
Tras jugar en las categorías inferiores de la selección, finalmente hizo su debut con la selección absoluta de Macedonia del Norte el 6 de junio contra Bélgica en un partido de clasificación para la Copa Mundial de Fútbol de 2026 que finalizó con un resultado de empate a uno tras un gol de Maxim De Cuyper para Bélgica, y de Ezgjan Alioski para Macedonia del Norte.

## Clubes
| Club                 | País                | Año       | Partidos | Goles |
| -------------------- | ------------------- | --------- | -------- | ----- |
| FK Vardar            | Macedonia del Norte | 2020      | 5        | 1     |
| FC AP Brera Strumica | Macedonia del Norte | 2021      | 19       | 1     |
| MŠK Žilina "B"       | Eslovaquia          | 2022-2025 | 22       | 1     |
| MŠK Žilina           | Eslovaquia          | 2022-2025 | 63       | 5     |
| 1. FC Slovácko       | República Checa     | 2025-     | 15       | 0     |